# Col du Litschhof
Le col du Litschhof se situe dans les Vosges du Nord, dans le département français du Bas-Rhin, sur la route forestière entre la D 925 et Wingen. Il permet le passage de la vallée de la Sauer à celle de la Lauter en passant entre le Schlossberg et le Weiherleswald. L'altitude du col est de 335 mètres.

## Histoire
Le col du Litschhof est aujourd'hui un endroit un peu perdu dans la forêt domaniale de Wingen. Depuis l'Antiquité et jusqu'au milieu du XVIIIe siècle, ce col se situait sur la voie de communication principale entre Bitche et Wissembourg. Il permettait de relier le plateau lorrain à la plaine du Rhin en passant dans les Vosges du Nord à une altitude très faible. Les châteaux forts du Froensbourg, du Fleckenstein, du Hohenbourg, du Loewenstein et de la Wegelnburg surveillaient cet itinéraire. Le passage au col du Litschhof a été abandonné après la signature du traité de Rastatt avec l'instauration de la frontière française entre Wingen et Nothweiler et la construction de la route du col du Pigeonnier en 1750-1752.

## Tourisme
Le sentier de grande randonnée GR 53 passe au col du Litschhof.